# Charles Sousa
Pour les articles homonymes, voir Sousa.
Charles Sousa, né le 27 septembre 1958 à Toronto en Ontario, est un homme d'affaires et homme politique canadien.
Député provincial à l'Assemblée législative de l'Ontario de la circonscription de Mississauga-Sud de 2007 à 2018 comme membre du Parti libéral de l'Ontario, il est ministre du Travail de 2010 à 2011 et de la Citoyenneté et de l'Immigration de 2011 à 2012 dans le gouvernement de Dalton McGuinty, puis ministre des Finances de 2013 à 2018 dans le gouvernement de Kathleen Wynne.
Il est député fédéral à la Chambre des communes du Canada de la circonscription de Mississauga—Lakeshore depuis 2022 sous la bannière du Parti libéral du Canada. 

## Biographie
Né le 27 septembre 1958 à Toronto en Ontario, Charles est élu à l'Assemblée législative de l'Ontario lors de l'élection ontarienne de 2007, sous la bannière du Parti libéral de l'Ontario dans la circonscription électorale de Mississauga-Sud. Il occupe le poste de ministre du Travail sous le gouvernement McGuinty (en). Depuis l'arrivée au pouvoir de Kathleen Wynne en 2013, il occupe le poste de ministre des Finances dans son gouvernement. Il est défait dans la nouvelle circonscription de Mississauga—Lakeshore en 2018.
En 2022, il se tourne vers la scène fédérale et se présente dans la circonscription fédérale de Mississauga—Lakeshore lors d'une élection partielle. Le 12 décembre 2022, il remporte ce scrutin avec 51,2 % des voix, succédant au député Sven Spengemann (en). Il est réélu en 2025.